# 卓栄俊
卓 栄俊（卓 榮俊、タク・ヨンジュン、1978年1月17日 - ）は、韓国の実業家。SMエンタテインメントのCEO及びCOO。
SMEJ HoldingsやSMライフデザイングループの代表取締役も務めている。

## 概要
2001年にSMエンタテインメントに入社し、神話を皮切りに東方神起・SUPER JUNIOR・少女時代・SHINee・EXO・Red Velvet・NCT・aespa・RIIZEなど、同社を代表するアーティストの制作およびマネジメントを担当してきた。現在は、SMエンタテインメントの共同代表を務めており、同社が打ち出した新体制「SM 3.0プロデュース戦略」の中核として、マルチプロダクションシステムの定着に大きく貢献した人物でもある。

## 経歴

### 生い立ち
1978年1月17日生まれ。1997年に東国大学校政治外交学部を卒業し、兵役を終えた2001年にSMエンタテインメントに入社した。会社での職務は彼の専攻とは無関係であったが、常に彼の関心を引き続けていた分野であることを明らかにしている。当時は、普通のサラリーマンとして生きるか、それとも自らの望む道を進むかで葛藤していたが、最終的には「より情熱的に働き、やりがいのある人生を送ることができる分野」と判断し、エンタメ業界での道を選んだ。彼が入社した当時、韓国の音楽業界は最盛期であったとされる。H.O.T.とSechs Kiesの後を受けて神話やGodが人気を集め、BoAが初めて日本に進出した時期でもあった。

### SMエンタ入社
入社後は、神話のマネージャーとしてキャリアをスタート。その後、ムン・ヒジュンを担当し、さらにSUPER JUNIORの専属マネージャーを務めた。特にSUPER JUNIORに関しては、デビュー前からマネジメントに携わっていた。また、SHINee・f(x)・EXOのデビューアルバム制作にも関与している。
2015年には歌手マネジメント本部長に就任し、翌2016年にはレーベルSJのプロデューサーを務めるなど、要職を歴任。

### 代表取締役へ
2020年には、SMエンタテインメントの代表取締役にタク・ヨンジュンと、当時、音楽制作総括取締役であったイ・ソンスが選任され、彼は2023年までの3年間、共同代表を務めた。
2023年、代表任期を終えてCOOに就任。以降は、同社の新体制「SM 3.0プロデュース戦略」の中核として、マルチプロダクションシステムの定着に尽力した。同年には新グループ・RIIZEをデビューさせたほか、NCT WISHやHearts2Heartsなど、新グループのプロジェクトも推進。2024年3月には、再び共同代表取締役に選任された。

## 主な役職
- 2001年 - SMエンタテインメント入社
- 2015年 - SMエンタテイメント 歌手マネジメント本部長
- 2016年 - SMエンタテイメント レーベルSJ（英語版）プロデューサー
- 2017年 - SMエンタテイメント登記理事[6]
- 2020年 - SMエンタテインメント 共同CEO（-2023年）[4]
- 2022年 - SMライフデザイングループ（英語版）代表取締役
- 2023年
  - SMエンタテインメント COO
  - エスエム・エンタテインメント・ジャパン（現：SMEJ Holdings） 代表取締役
- 2024年 - SMエンタテインメント 共同CEO（再任）[1][7]

## 受賞歴
- 2020国家ブランド大賞 文化企業部門大賞（2020年）[8]
- ビルボード インターナショナルパワープレーヤーズ（2022年-2025年）[9][10][11][12]
- 第1回 KOREA GRAND MUSIC AWARDS ベストプロデューサー賞（2024年）[13]